# Manoir de la Perrière (Voivre-lès-le-Mans)
Le manoir de la Perrière, a été construit avant le XIIIe siècle, par un seigneur rural, un chevalier, au milieu d’une exploitation agricole sur la commune française de Voivres-lès-le-Mans, située dans le département de la Sarthe en région Pays de la Loire. 

## Historique

### Sa construction

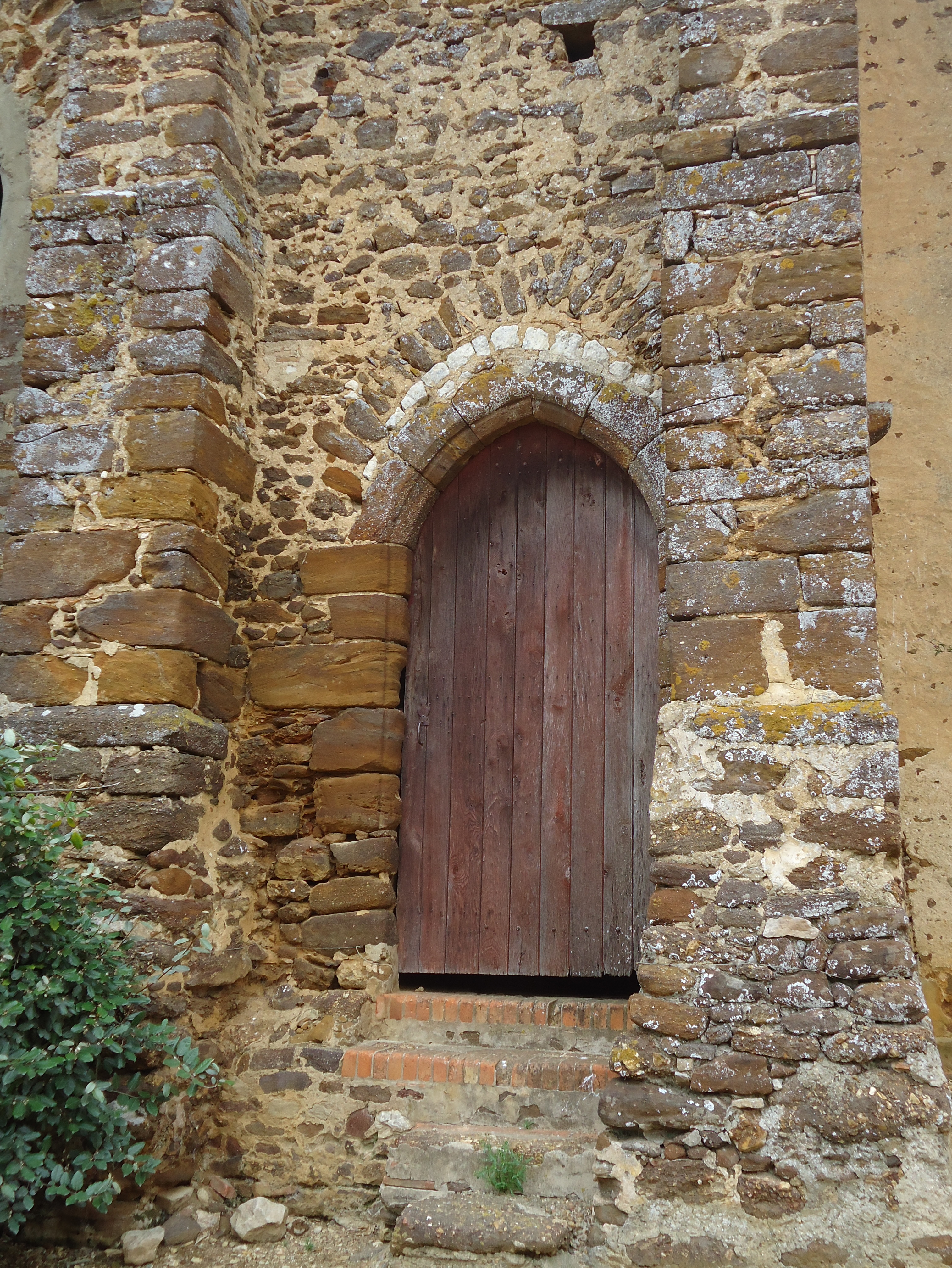
Détail de la façade sud.

Le manoir, précieux témoignage de l'architecture médiévale d'inspiration anglo-saxonne reconnaissable par ses trois nefs accolées, surtout antérieure à la guerre de Cent Ans, se présente sous la forme d'une grande salle de plain-pied sous charpente apparente avec ailes en appentis contenant les annexes.
La charpente actuelle, datée du XVIIIe siècle, pourrait avoir été édifiée après les destructions qui accompagnèrent la Révocation de l'Edit de Nantes (1698).
Chaque nef était chauffée par une cheminée. Leurs vestiges dans les murs gouttereaux les montrent alignées et de mêmes dimensions (3,05 m de largeur) .

### L'origine des célébrations calvinistes à la Perrière
La famille noble des Champagnes, seigneurs de La Suze, pourrait être à l'origine des Célébrations calvinistes.

### Une activité agricole préservant le site naturel
L'édifice doit sa préservation à sa transformation en grange au XVIIe siècle. Le manoir, malgré une période d'abandon, s'est transformé, adapté, et a été préservé des destructions des guerres. Depuis presque mille ans, s'adaptant aux évolutions de la société, des agriculteurs s'activent sur le site de la Perrière. Actuellement désaffecté, des réflexions pour menées par les Universitaires avec l'association pour l'Étude du Patrimoine Sarthois, pour lui redonner une nouvelle vie.

## Les travaux prioritaires à réaliser pour le sauvetage de l'édifice
Désaffecté de sa fonction agricole, l'édifice nécessite des travaux urgents de réparation de la charpente et de la couverture, et d'autre part la réalisation de quelques aménagements pour en faciliter l'accès.
L'association pour l'Étude du Patrimoine Sarthois et l'Association pour la sauvegarde du manoir de La Perrière, sont habilitées à recevoir des dons pour des recherches sur le patrimoine sarthois en vue de publication et d’exposition, et l'étude, la consolidation, protection et mise en valeur du manoir. À ce titre, elles se sont mobilisées depuis plusieurs années en faveur de ce site. Elles ont lancé un appel au mécénat privé et au mécénat d'entreprise en application de la Loi française sur le mécénat.